# Pin oxide bạc
Pin oxide bạc (IEC code: S) là một loại pin dùng 1 lần có tỷ trọng năng lượng / trọng lượng rất cao. Pin có thể có kích thước nhỏ như các loại pin cúc áo (trong đó số lượng bạc được sử dụng tối thiểu và không chiếm tỷ trọng đáng kể do vấn đề chi phí của sản phẩm), hoặc pin cỡ lớn, nơi hiệu suất vượt trội của tính hóa học của oxide bạc vượt qua vấn đề về chi phí. Những pin oxide bạc lớn hơn này chủ yếu được ứng dụng cho quân đội, ví dụ ở ngư lôi Mark 37 hoặc trên những loại tàu ngầm nhóm Alfa. Trong những năm gần đây, chúng đã trở nên quan trọng với vai trò là kho năng lượng dự trữ cho tàu vũ trụ có người lái và không người lái. Pin oxide bạc đã qua sử dụng có thể được xử lý để thu hồi lại lượng bạc kim loại trong đó.

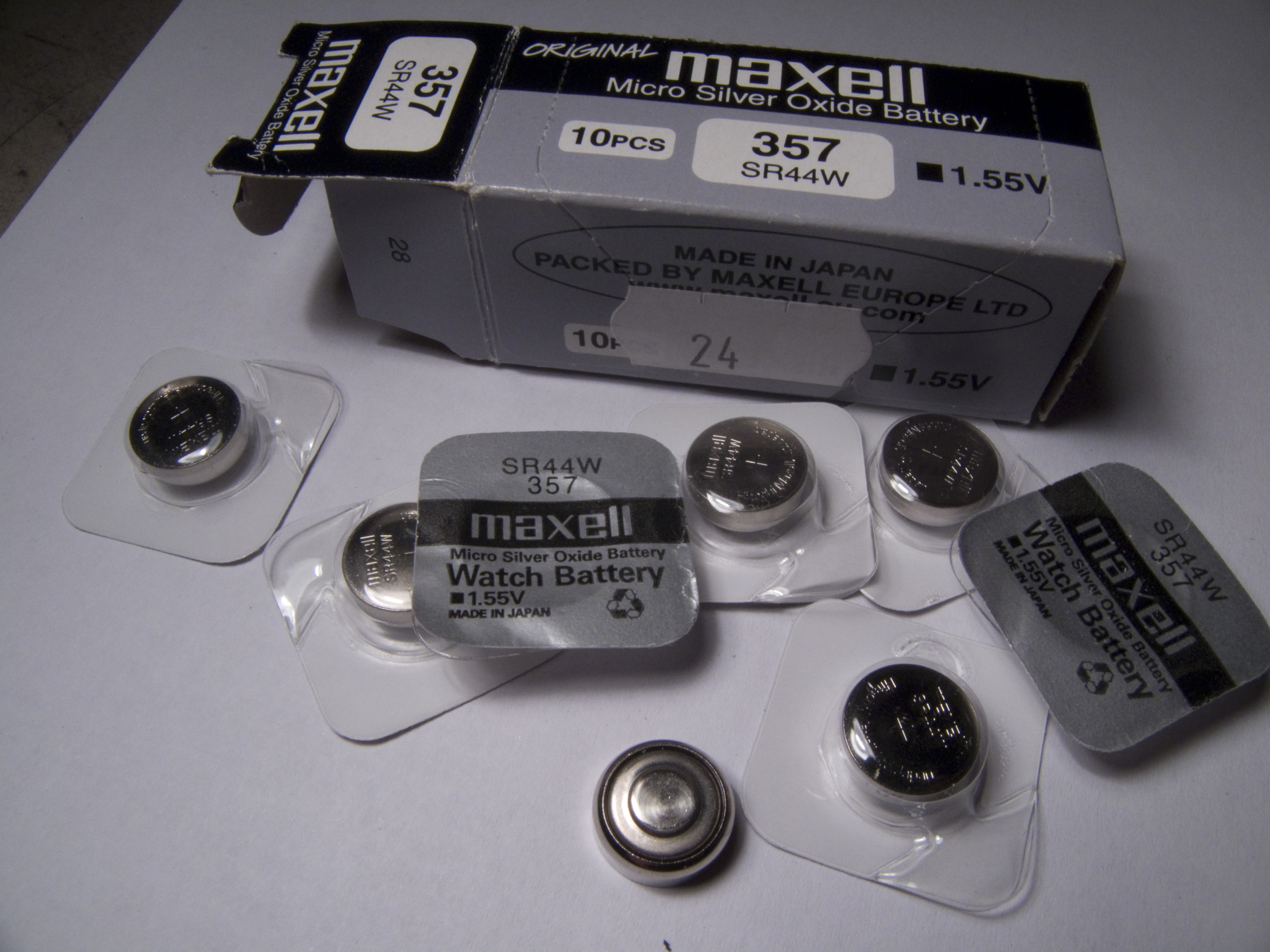
Các loại pin oxide bạc

Pin oxide bạc dùng một lần chiếm hơn 20% tổng doanh số pin dùng một lần ở Nhật Bản (67.000 trong số 232.000 vào tháng 9 năm 2012).
Một loại pin sạc liên quan thường được nhắc đến là pin bạc-kẽm do sử dụng một biến thể của tính hóa học trong pin oxide bạc. Nó có hầu hết các đặc tính của pin oxide bạc. Và ngoài ra, nó có thể cung cấp nguồn năng lượng điện hóa có năng lượng riêng lớn nhất từ trước đến nay. Được sử dụng từ lâu trong các ứng dụng chuyên dụng, hiện nay pin loại này đang được phát triển cho nhiều thị trường chính, ví dụ như pin trong máy tính xách tay hay các thiết bị trợ thính.